# Diocesi di Echino
La diocesi di Echino (in latino: Dioecesis Echinensis) è una sede soppressa e sede titolare della Chiesa cattolica.

## Storia
Echino, identificabile con Echinaio nella Ftiotide, è un'antica sede vescovile della provincia romana di Tessaglia in Grecia, suffraganea dell'arcidiocesi di Larissa nel patriarcato di Costantinopoli. Nella Notitia Episcopatuum attribuita all'imperatore Leone VI (inizio X secolo), Echino appare all'ottavo posto tra le suffraganee di Larissa.
Sono quattro i vescovi noti di questa sede. Teodoro e Pietro presero parte ai concili ecumenici del 431 (Efeso) e del 451 (Calcedonia). Aristotele sottoscrisse il decreto di Gennadio di Costantinopoli contro i simoniaci (459). Infine Teodosio prese le difese del suo metropolita Stefano di Larissa nel sinodo romano del 531.
Dal XVIII secolo Echino è annoverata tra le sedi vescovili titolari della Chiesa cattolica; la sede è vacante dal 15 novembre 1966.

## Cronotassi

### Vescovi greci
- Teodoro † (menzionato nel 431)
- Pietro † (menzionato nel 451)
- Aristotele † (menzionato nel 459)
- Teodosio † (menzionato nel 531)

### Vescovi titolari
- Joachim-Enjobert de Martiliat, M.E.P. † (2 ottobre 1739 - 24 agosto 1755 deceduto)
- Marianus Bogdanovich, O.F.M. † (17 agosto 1767 - prima del 20 novembre 1772 deceduto)
- Dawid Zygmunt Pilchowski, S.I. † (1º giugno 1795 - 22 dicembre[2] 1803 deceduto)
- Giovanni Antonio Pompeiana, O.F.M.Obs. † (1819 - 19 settembre 1828 o 27 marzo 1832 deceduto)
- John Joseph Lynch, C.M. † (26 agosto 1859 - 26 aprile 1860 succeduto vescovo di Toronto)
- Manuel Ramón Arias Teijeiro de Castro † (13 luglio 1860 - 18 dicembre 1863 deceduto)
- James Ryan † (21 novembre 1871 - prima del 16 settembre[3] 1889 deceduto)
- Antonio Tomas da Silva Leitão e Castro † (1º giugno 1891 - 6 dicembre 1895 succeduto vescovo di Lamego)
- Alfred Allen Paul Curtis † (2 giugno 1896 - 11 luglio 1908 deceduto)
- Francisco Simón y Ródenas, O.F.M.Cap. † (2 dicembre 1912 - 22 agosto 1914 deceduto)
- Eduardo Gimpert Paut † (27 aprile 1916 - 14 dicembre 1925 nominato vescovo di Valparaíso)
- Francesco Giuseppe Seminara, O.F.M.Cap. † (15 marzo 1926 - 26 aprile 1939 deceduto)
- Félix Maurice Hedde, O.P. † (11 luglio 1939 - 4 maggio 1960 deceduto)
- Eugène Klein, M.S.C. † (14 giugno 1960 - 15 novembre 1966 nominato vescovo di Bereina)